# Leslie Graham (cầu thủ bóng đá)
Leslie "Les" Graham (14 tháng 5 năm 1924 – 1998) là một cầu thủ bóng đá và huấn luyện viên bóng đá người Anh.
Là một tiền đạo tầm xa, Graham bắt đầu sự nghiệp tại Blackburn Rovers có 150 lần ra sân tại Football League. Ông gia nhập Newport County năm 1952 và thi đấu 96 trận, ghi 39 bàn thắng. Graham joined Watford năm 1955 nhưng sau đó trở lại Newport năm 1957 và có thêm 64 lần ra sân, ghi 15 bàn thắng. Năm 1959 ông gia nhập Cambridge City.
Năm 1967, ông được bổ nhiệm làm huấn luyện viên Newport County và tại vị đến năm 1969.